# Poeni
Poeni es una comuna ubicada en el distrito de Teleorman, Rumania.

## Superficie
Posee una superficie de 45,09 kilómetros cuadrados.

## Demografía
Hasta 2021 la población era de 2985 habitantes, con una densidad de población de 66,20 habitantes por kilómetro cuadrado.